# Gymnobucco
Gymnobucco és un gènere d'ocells de la família dels líbids (Lybiidae ).

## Llista d'espècies
Aquest gènere està format per 6 espècies:
- barbut capgrís (Gymnobucco cinereiceps).
- barbut carapelat calb (Gymnobucco calvus).
- barbut carapelat de pinzells (Gymnobucco peli).
- barbut carapelat de Sladen (Gymnobucco sladeni).
- barbut carapelat de Vernay (Gymnobucco vernayi).
- barbut gorjagrís (Gymnobucco bonapartei).